# 迈什塔
迈什塔（瑞典語：Märsta，瑞典語發音：[ˈmæ̂ːʂʈa])）是瑞典斯德哥尔摩省锡格蒂纳市镇的城区及行政中心。